# フョードル・グルシチェンコ
フョードル・イヴァノヴィチ・グルシチェンコ（ロシア語: Фёдор Иванович Глущенко; ラテン文字表記例：Fedor Ivanovich Glushchenko, 1944年8月15日 - 2017年10月16日）は、旧ソ連出身の指揮者。

## 経歴
1944年、ロストフ州ジモヴニキで生まれた。1962年にモスクワ音楽院に入学し、セルゲイ・バラサニアンについて作曲を学んだ。1964年にレニングラード音楽院に転じ、イリヤ・ムーシンに指揮法を学んだ。また、ウィーンに留学して、ヘルベルト・フォン・カラヤンのセミナーを受講したり、カール・エステルライヒャーの指導を受けたりした。
1969年に音楽院を卒業し、1971年から1973年までカレリア放送交響楽団の首席指揮者を務めた。1973年から1987年までウクライナ国立交響楽団の首席指揮者を務めた。1989年にBBCスコティッシュ交響楽団に客演してイギリス・デビューを飾り、1990年から翌年までイスタンブール歌劇場の指揮者となった。1996年からエカテリンブルク・バッハ室内管弦楽団の音楽監督を務めた。
2017年、モスクワにて死去。